# Primitivismo (arte)

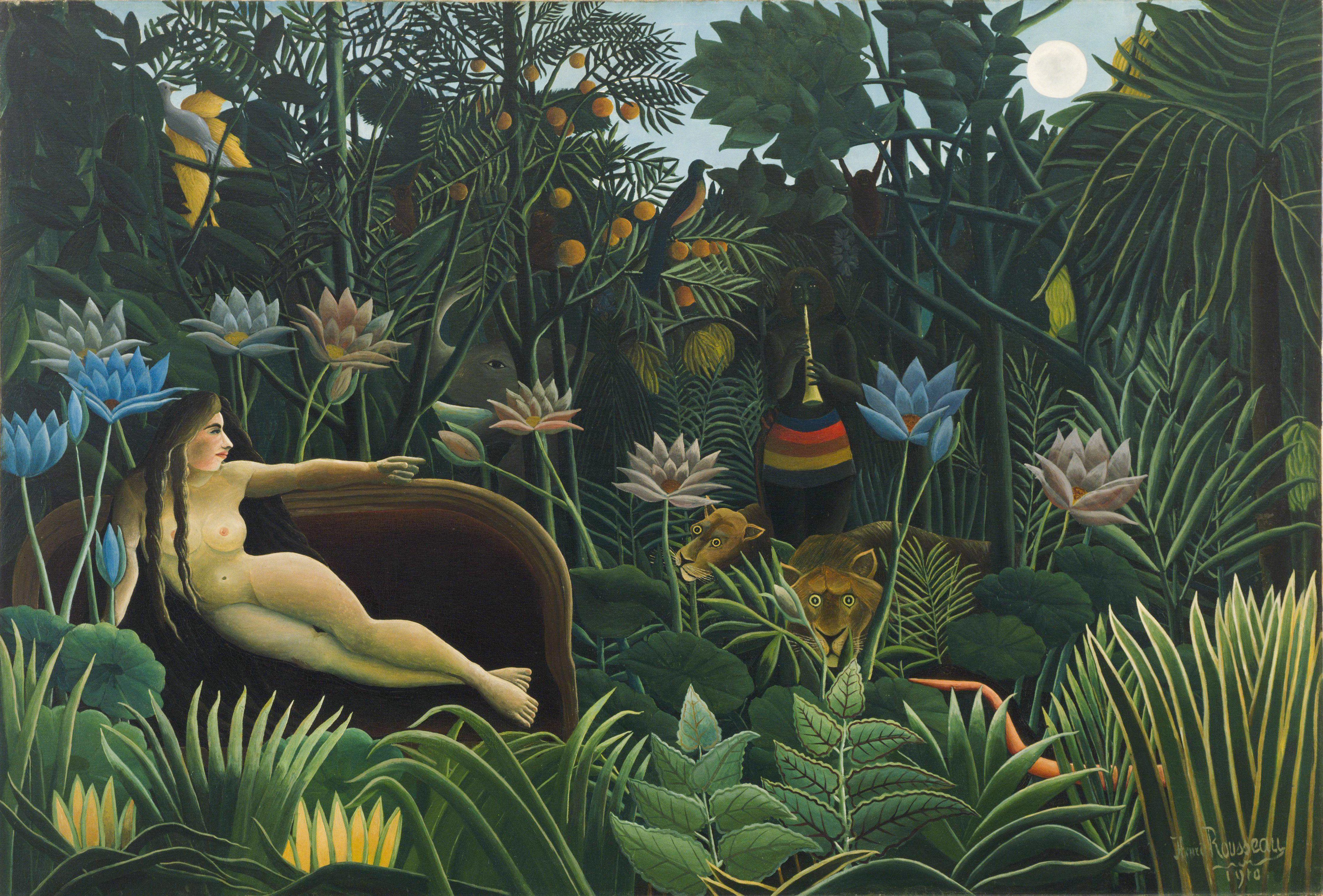
Il sogno (1910) di Henri Rousseau

In arte, il primitivismo è una modalità di idealizzazione estetica che emula o aspira a ricreare un'esperienza "primitiva".
Nell'arte occidentale, il primitivismo in genere ha preso in prestito da persone non occidentali o preistoriche percepite come "primitive", come l'inclusione dell'arte tahitiana nei dipinti e nelle ceramiche di Paul Gauguin. Sebbene l'arte primitiva sia stata spesso apprezzata e considerata importante per lo sviluppo dell'arte moderna, essa è stata spesso accusata di riprodurre stereotipi razzisti usati dagli europei nei confronti di popoli non europei per giustificare la conquista coloniale.
Il termine "primitivismo" viene spesso applicato a pittori vicini all'arte naïf o a quella folkloristica come Henri Rousseau, Mikhail Larionov e Paul Klee.

## Filosofia
Il primitivismo è un'idea utopica che si distingue per la sua teleologia inversa. Il fine utopistico verso cui i primitivisti aspirano di solito risiede in uno "stato di natura" teorico in cui i loro antenati esistevano (primitivismo cronologico), o nella supposta condizione naturale dei popoli che vivono al di là della "civiltà" (primitivismo culturale).
Il desiderio del "civilizzato" di essere restituito a uno "stato di natura" è antico come la civiltà stessa. Nell'antichità la superiorità della vita "primitiva" trovava principalmente espressione nel cosiddetto mito dell'età dell'oro, raffigurato nel genere della poesia europea e dell'arte visiva nota come pastorale. L'idealismo primitivista tra un nuovo impulso e l'inizio dell'industrializzazione e l'incontro europeo con popoli finora sconosciuti dopo la colonizzazione delle Americhe, del Pacifico e di altre parti di quello che sarebbe diventato il moderno sistema imperiale.
Durante l'Illuminismo, l'idealizzazione delle popolazioni indigene era principalmente usata come strumento retorico per criticare aspetti della società europea. Nel regno dell'estetica, tuttavia, l'eccentrico filosofo, storico e giurista italiano Giambattista Vico (1688-1744) fu il primo a sostenere che i popoli primitivi fossero più vicini alle fonti della poesia e dell'ispirazione artistica che non l'uomo "civilizzato" o moderno. Vico stava scrivendo nel contesto del celebre dibattito contemporaneo, noto come Querelle des Anciens et des Modernes (polemica degli antichi e dei moderni). Ciò includeva dibattiti sui meriti della poesia di Omero e della Bibbia rispetto alla letteratura vernacolare moderna.
Nel XVIII secolo, lo studioso tedesco Friedrich August Wolf identificò il carattere distintivo della letteratura orale e collocò Omero e la Bibbia come esempi di tradizione popolare o orale (Prolegomena zu Homer, 1795). Le idee di Vico e Wolf sono state sviluppate ulteriormente all'inizio del diciannovesimo secolo da Johann Gottfried Herder. Tuttavia, benché influenti in letteratura, tali argomenti erano noti a un numero relativamente piccolo di eruditi e il loro impatto limitato o pressoché inesistente nella sfera delle arti visive.

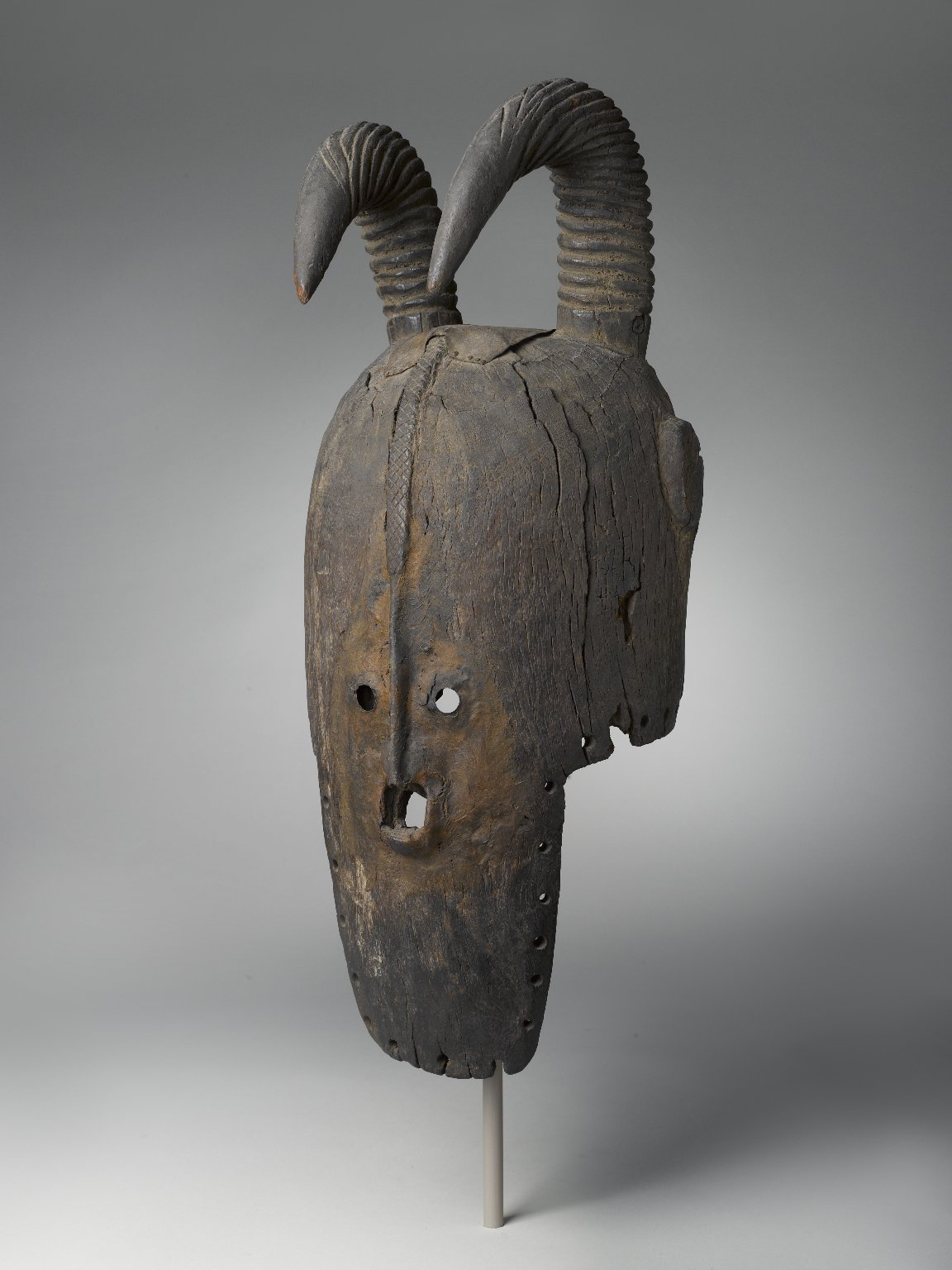
Maschera bobo (diciannovesimo secolo) conservata al Brooklyn Museum

Il diciannovesimo secolo vide per la prima volta l'emergere dello storicismo, o la capacità di giudicare le diverse epoche dal proprio contesto e dai propri criteri. A seguito di ciò, nacquero nuove scuole di arti visive che aspiravano a livelli finora mai raggiunti in precedenza di fedeltà storica nell'ambientazione e nei costumi. Il neoclassicismo nell'arte visiva e nell'architettura è stato un risultato. Un altro movimento "storicista" nell'arte furono i nazareni tedeschi, che presero ispirazione dalla cosiddetta scuola "primitiva" italiana di dipinti devozionali (cioè, prima dell'età di Raffaello e della scoperta della pittura ad olio).
Laddove la pittura accademica convenzionale (dopo Raffaello) utilizzava smalti scuri, forme altamente selettive, idealizzate e una rigorosa soppressione dei dettagli, i nazareni usavano linee chiare, colori brillanti e prestavano meticolosa attenzione ai dettagli. Questa scuola tedesca aveva la sua controparte inglese nei preraffaelliti, che erano principalmente ispirati agli scritti critici di John Ruskin, che ammirava i pittori prima di Raffaello (come Botticelli) e che raccomandava anche di dipingere all'aperto, fino ad allora sconosciuti.
Due sviluppi hanno scosso il mondo dell'arte visiva a metà del diciannovesimo secolo. Il primo fu l'invenzione della macchina fotografica, che indusse probabilmente lo sviluppo del realismo nell'arte. La seconda fu una scoperta nel mondo della matematica della geometria non euclidea, che rovesciò gli apparenti 2000 anni di geometria euclidea e mise in discussione la convenzionale prospettiva rinascimentale, suggerendo la possibile esistenza di mondi e prospettive multidimensionali in cui le cose potrebbero sembrare molto diverse.
La scoperta di possibili nuove dimensioni ha avuto l'effetto opposto della fotografia e ha funzionato per contrastare il realismo. Artisti, matematici e intellettuali si accorsero che vi erano altri modi di vedere le cose al di là di quello che erano stati insegnati nelle École des beaux-arts, che prescrivevano un rigido curriculum basato sulla copia di forme classiche idealizzate e sosteneva la pittura prospettica rinascimentale come il culmine della civiltà e della conoscenza. Le accademie di belle arti sostenevano quindi che i popoli non occidentali non avevano arte o avevano solo arte inferiore.
In ribellione contro questo approccio dogmatico, gli artisti occidentali hanno iniziato a cercare di rappresentare le realtà che potrebbe esistere in un mondo oltre i limiti del mondo tridimensionale della rappresentazione convenzionale mediata dalla scultura classica. Guardavano all'arte giapponese e cinese, che consideravano dotta e sofisticata e che non utilizzavano la prospettiva del punto di vista del Rinascimento. La prospettiva non euclidea e l'arte tribale affascinavano gli artisti occidentali che vedevano in loro la rappresentazione ancora incantata del mondo degli spiriti. Hanno anche guardato all'arte di pittori inesperti e all'arte dei bambini, che credevano rappresentassero realtà emozionali interiori che erano state ignorate nella pittura accademica convenzionale.
L'arte tribale e altre espressioni non europee si rivolgevano anche a coloro che erano insoddisfatti degli aspetti repressivi della cultura europea, come l'arte pastorale aveva fatto per millenni. Anche le imitazioni dell'arte tribale o arcaica rientrano nella categoria dello "storicismo" del XIX secolo, poiché queste imitazioni si sforzano di riprodurre quest'arte in modo autentico. Esempi reali di arte tribale, arcaica e popolare erano apprezzati sia dagli artisti che dai collezionisti.
La pittura di Paul Gauguin e Pablo Picasso e la musica di Igor Stravinsky sono spesso citati come i più importanti esempi di primitivismo nell'arte. La sagra della primavera è "primitivista" in quanto il suo soggetto programmatico è un rito pagano: un sacrificio umano nella Russia pre-cristiana. Impiega una dura dissonanza e ritmi forti e ripetitivi per descrivere il modernismo "dionisiaco", cioè l'abbandono dell'inibizione (restrizione per la civiltà). Tuttavia, Stravinskij era un maestro della tradizione classica erudita e lavorava nei suoi limiti. Nel suo lavoro successivo adottò un neoclassicismo più "apollineo", per usare la terminologia di Nietzsche, sebbene nel suo uso del serialismo egli rifiuta ancora le convenzioni del diciannovesimo secolo. Nell'arte visiva moderna, l'opera di Picasso viene anche interpretata come un rifiuto delle aspettative artistiche delle Beaux Arts e nell'esprimere impulsi primari, indipendentemente dal fatto che abbia lavorato in una vena cubista, neoclassica o influenzata dall'arte tribale.

## Storia

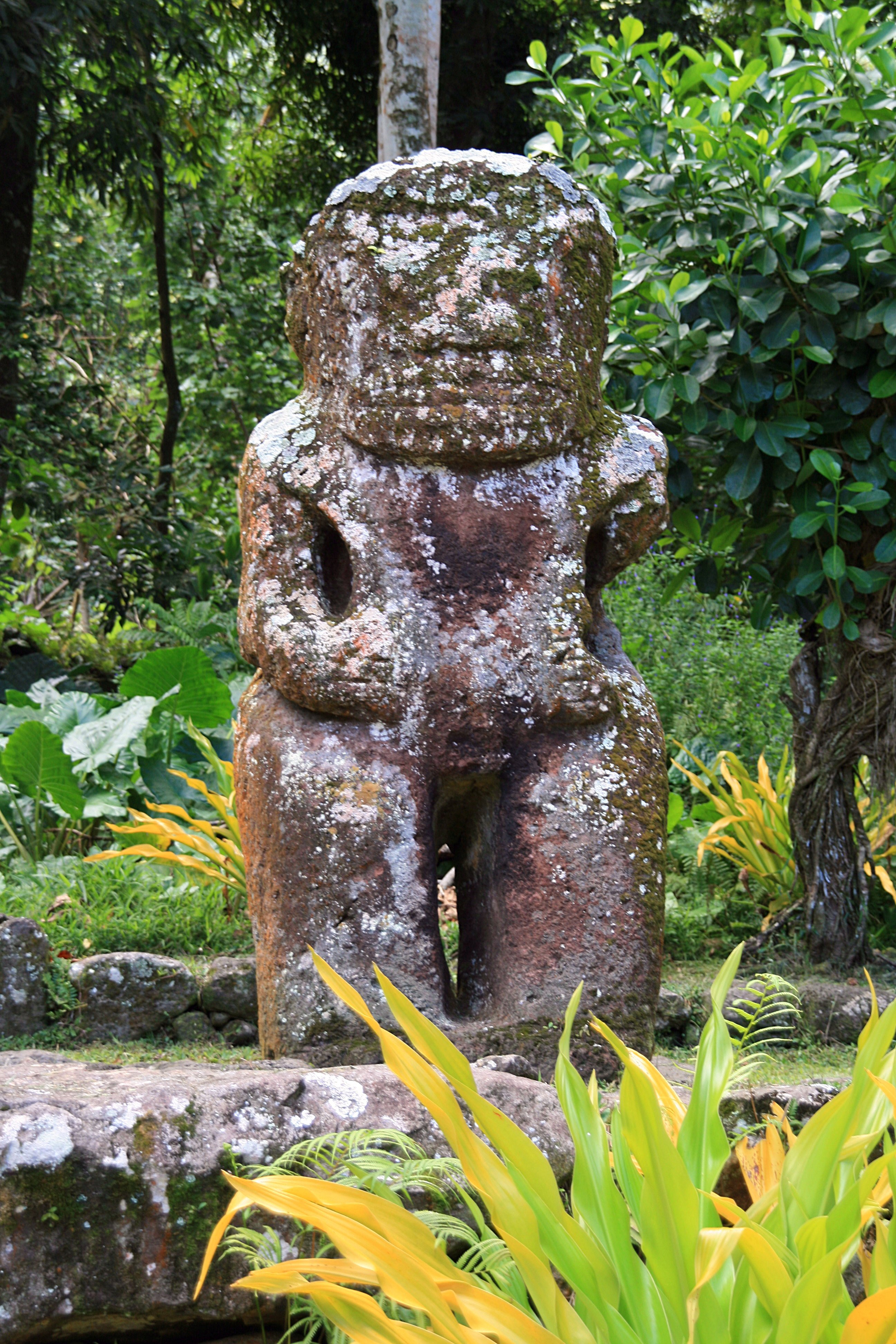
Statua tiki sull'isola di Hiva Oa (Polinesia francese)

### Le origini del primitivismo modernista
Il primitivismo ha acquisito un nuovo slancio dalle ansie sull'innovazione tecnologica ma soprattutto grazie alle esplorazioni geografiche, che, a partire dal quindicesimo secolo, hanno introdotto l'Occidente a popoli precedentemente sconosciuti e hanno aperto le porte al colonialismo. Con il declino del feudalesimo, i filosofi iniziarono a mettere in discussione molte teorie universalmente accettate in epoca medievale sulla natura umana fra cui il ruolo degli esseri umani nella società e le restrizioni del cristianesimo, e in particolare del cattolicesimo. Hanno iniziato a mettere in discussione la natura dell'umanità e le sue origini attraverso una discussione sull'uomo naturale, che aveva affascinato i teologi dall'incontro europeo con il Nuovo Mondo.
A partire dal XVIII secolo, i pensatori e gli artisti occidentali continuarono a impegnarsi nella tradizione retrospettiva, ovvero nella "ricerca consapevole nella storia di una natura umana e di una struttura culturale permanente più profondamente espressiva, in contrasto con le nascenti realtà moderne". La loro ricerca li ha portati in parti del mondo che ritenevano costituissero alternative alla civiltà moderna.
L'invenzione della nave a vapore e di altre innovazioni nel trasporto globale del diciannovesimo secolo, ha portato le culture indigene delle colonie europee e dei loro artefatti nei centri metropolitani dell'impero. Molti artisti e intenditori di formazione occidentale erano affascinati da questi oggetti, attribuendo le loro caratteristiche e stili a forme di espressione "primitive"; specialmente l'assenza percepita di prospettiva lineare, i contorni semplici, la presenza di segni simbolici come il geroglifico, le distorsioni emotive della figura e i ritmi energetici percepiti derivanti dall'uso di schemi ornamentali ripetitivi. Secondo recenti critici culturali, furono soprattutto le culture dell'Africa e delle isole dell'Oceania a fornire agli artisti una risposta a ciò che questi critici chiamano la loro "ricerca bianca, occidentale e preponderantemente maschile" per "l'ideale elusivo" del primitivo, la vera condizione di desiderabilità che risiede in qualche forma di distanza e differenza". Questi attributi stilistici energizzanti, presenti nelle arti visive dell'Africa, dell'Oceania e degli indiani d'America, si possono anche trovare nell'arte arcaica e contadina di Europa e Asia.

### Paul Gauguin

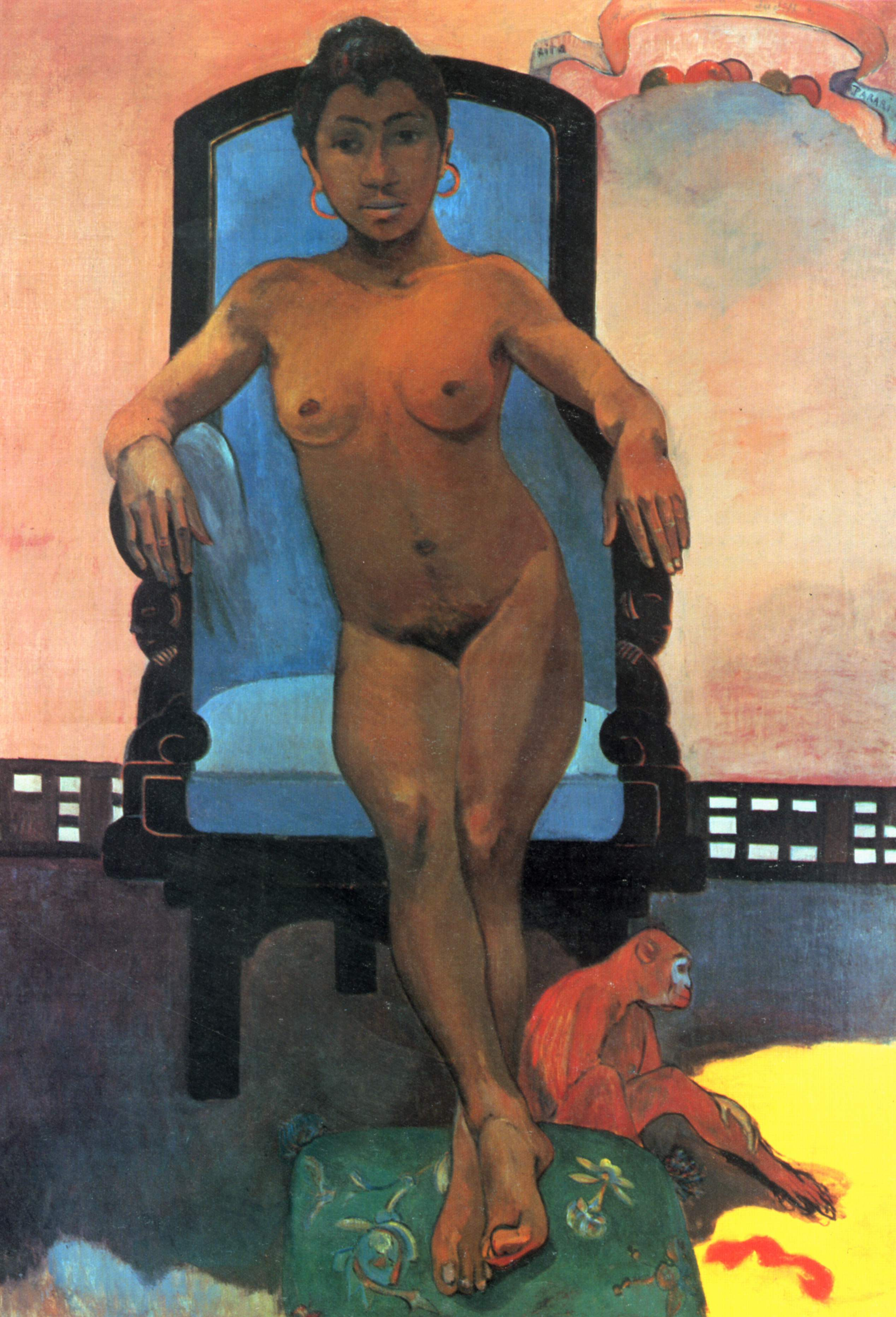
Annah la giavanese (1893) di Paul Gauguin.

Il pittore Paul Gauguin cercò di sfuggire alla civiltà e alla tecnologia europee, stabilendosi nella colonia francese di Tahiti e adottando uno stile di vita spoglio che gli permise di sentirsi più naturale di quanto fosse possibile in Europa.
La ricerca di Gauguin per il primitivo era manifestamente un desiderio per la libertà sessuale, e questo si riflette in dipinti come Lo spirito dei morti veglia (1892), Parau na te Varua ino (1892), Annah la giavanese (1893), Te Tamari No Atua (1896) e Racconti barbari (1902) tra gli altri. La visione di Gauguin di Tahiti come un'Arcadia terrena di amore libero, clima mite e ninfe nude è abbastanza simile, se non identica, a quella della pastorale classica dell'arte accademica, che ha modellato le percezioni occidentali della vita rurale per millenni. Uno dei suoi dipinti tahitiani è chiamato Pastorali tahitiane e un altro Da dove veniamo? Che siamo? Dove andiamo?. Così facendo, Gauguin estese la tradizione accademica pastorale delle scuole di Belle Arti che fino ad allora si basavano esclusivamente su figure europee idealizzate copiate dalla scultura della Grecia antica per includere modelli non europei.
Gauguin credeva anche di celebrare la società tahitiana e di difendere i tahitiani dal colonialismo europeo. I critici postcoloniali femministi, tuttavia, hanno lamentato il fatto che Gauguin abbia preso delle amanti adolescenti, una delle quali aveva appena tredici anni. Gli stessi uomini ci ricordano che, come molti uomini europei del suo tempo e altri venuti dopo di lui, Gauguin vedeva la libertà, in particolare la libertà sessuale, rigorosamente dal punto di vista del colonizzatore maschile. Usando Gauguin come esempio di ciò che è "sbagliato" con il primitivismo, questi critici concludono che, dal loro punto di vista, elementi di primitivismo includono il "denso intreccio di fantasie razziali e sessuali e potere sia coloniale che patriarcale". Per questi critici, il primitivismo come quello di Gauguin dimostra fantasie sulla differenza razziale e sessuale in "uno sforzo per l'essenzializzazione delle nozioni di primitività" con il "diverso". Così, il primitivismo diventa un processo analogo all'esotismo e all'orientalismo in cui, secondo anche quanto ha affermato Edward Said, l'imperialismo europeo e le visioni monolitiche e degradanti dell'"Est" da parte dell' "Occidente" definivano i popoli colonizzati e le loro culture. In altre parole, sebbene Gauguin credesse di celebrare e difendere i tahitiani, idealizzandoli e feticizzandoli come "diversi", rafforzò il discorso coloniale e i modi di vedere il mondo del suo tempo.

### I Fauves e Picasso

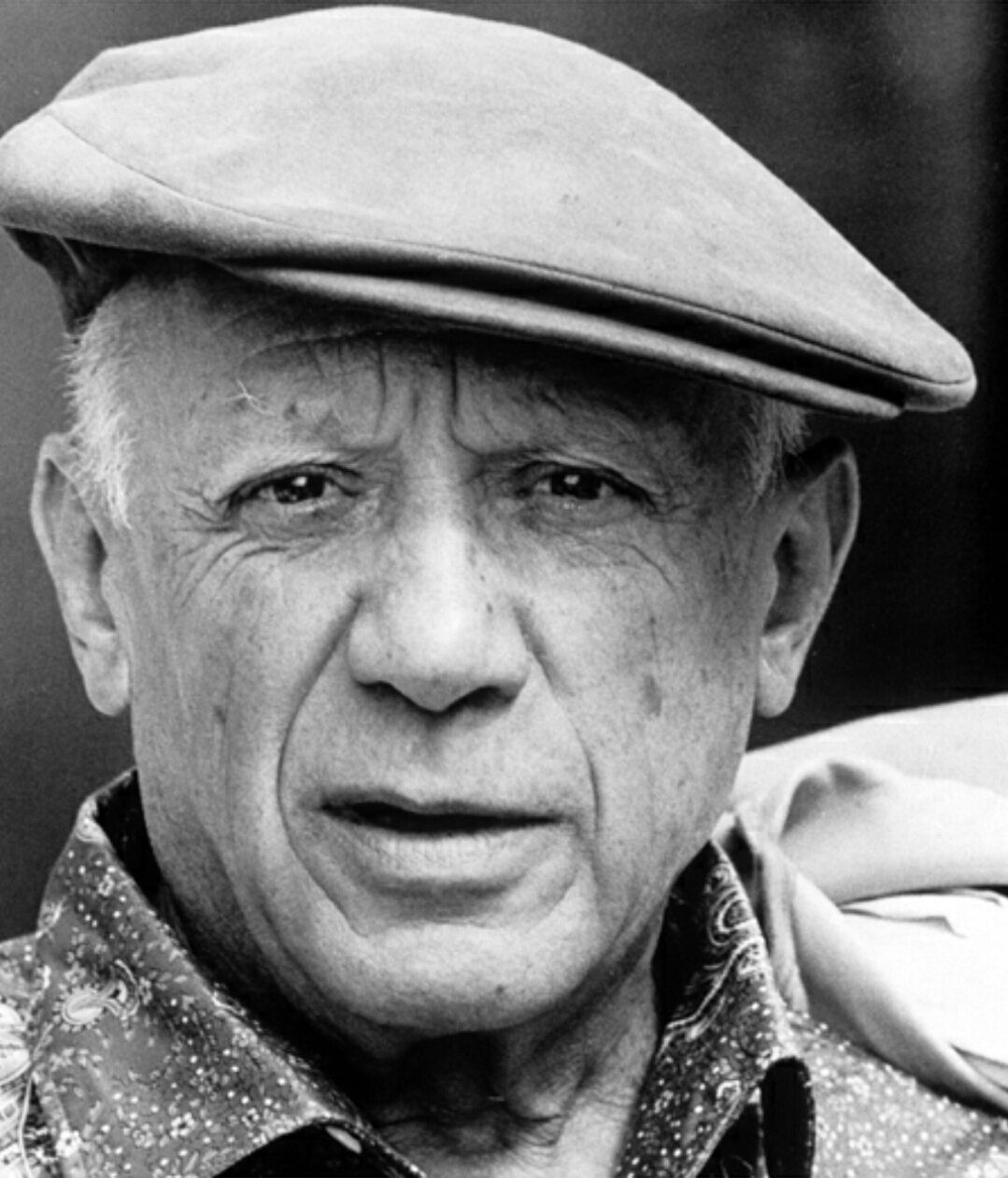
Pablo Picasso (1962)

Nel 1905-06, un piccolo gruppo di artisti iniziò a studiare arte dell'Africa sub-sahariana e dell'Oceania, in parte a causa delle opere di Gauguin che stavano guadagnando visibilità a Parigi. Le esposizioni retrospettive postume di Gauguin al Salon d'Automne di Parigi nel 1903 e una ancora più grande nel 1906 esercitarono una forte influenza. Artisti come Maurice de Vlaminck, André Derain, Henri Matisse e Pablo Picasso sono diventati sempre più affascinati e ispirati dagli oggetti scelti che hanno incontrato.
Pablo Picasso, in particolare, ha esplorato la scultura iberica, la scultura africana, le maschere tradizionali africane e altre opere storiche tra cui i dipinti manieristi di El Greco, dando vita al suo capolavoro Les demoiselles d'Avignon e, infine, all'invenzione del cubismo.
Il termine generalizzante "primitivismo" tende ad oscurare i distinti contributi all'arte moderna da queste varie tradizioni visive.

### Primitivismo anticolonialista
Sebbene il primitivismo nell'arte sia di solito considerato un fenomeno occidentale, la struttura dell'idealismo primitivista può essere trovata nel lavoro degli artisti non occidentali e specialmente anticoloniali. Il desiderio di recuperare un passato immaginario e idealizzato in cui gli umani erano stati uniti con la natura è qui collegato a una critica dell'impatto della modernità occidentale sulle società colonizzate. Questi artisti spesso criticano gli stereotipi occidentali sui popoli colonizzati "primitivi" nello stesso momento in cui desiderano ardentemente recuperare i modi di esperienza precoloniali. L'anticolonalismo si fonde con la teleologia inversa del primitivismo per produrre un'arte distinta dal primitivismo degli artisti occidentali che di solito rafforza piuttosto che criticare gli stereotipi coloniali.
In particolare, il lavoro di artisti legati al movimento della  dimostra questa tendenza. Négritude era un movimento di idealismo e agitazione politica neo-africana iniziato da intellettuali e artisti francofoni su entrambe le sponde dell'Atlantico negli anni trenta e diffuso in Africa e nella diaspora africana negli anni successivi. Preferivano idealmente l'Africa precoloniale, qualcosa che aveva molte forme. Questo in genere consisteva nel respingere il fin troppo razionalismo europeo e le devastazioni del colonialismo, mentre postulava che le società africane precoloniali avessero una base più comunitaria e organica. Il lavoro dell'artista cubano Wifredo Lam è particolarmente degno di nota tra gli artisti visivi della negritudine. Lam incontrò Pablo Picasso e i surrealisti europei mentre viveva a Parigi negli anni trenta. Quando tornò a Cuba nel 1941, Lam fu incoraggiato a creare immagini in cui umani, animali e natura si univano in dipinti lussureggianti e dinamici. Nel suo iconico lavoro del 1943, La giungla, il caratteristico polimorfismo di Lam ricrea una scena fantastica della giungla con motivi africani tra gli steli di canna. Cattura vividamente il modo in cui l'idealismo neo-africano della negritudine è collegato a una storia di schiavitù delle piantagioni incentrata sulla produzione di zucchero. Gli esponenti di questo movimento sono stati Leopold Sedar Senghor, Aimè Cesaire, Leon-Gontran Damas e Guy Tirolien. L'idea di Nègritude è stata criticata soprattutto da autori neri, che l'hanno denunciata come forma celata di razzismo o di resa nei confronti della mentalità del colonialismo.